# 蒙泰皮卢瓦
蒙泰皮卢瓦（法語：Montépilloy，法語發音：[mɔ̃tepilwa]）是法国瓦兹省的一个市镇，属于桑利斯区。

## 地理
蒙泰皮卢瓦（49°12'33"N, 2°41'53"E）面积5.86 平方千米，位于法国上法蘭西大區瓦兹省，该省份为法国北部内陆省份，北起索姆省，西接厄尔省和滨海塞纳省，南至塞纳-马恩省和瓦兹河谷省，东临埃纳省。
与蒙泰皮卢瓦接壤的市镇（或旧市镇、城区）包括：吕利、巴尔伯里、巴龙、博雷、弗雷努瓦勒吕阿。

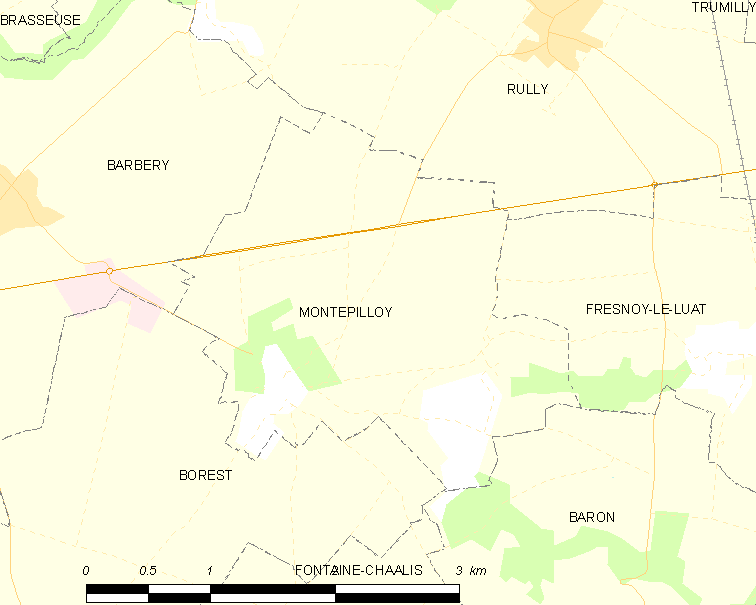
蒙泰皮卢瓦的OSM定位图

蒙泰皮卢瓦的时区为UTC+01:00、UTC+02:00（夏令时）。

## 行政
蒙泰皮卢瓦的邮政编码为60810，INSEE市镇编码为60415。

## 政治
蒙泰皮卢瓦所属的省级选区为蓬圣马克桑斯县。

## 人口

1962-2008年间蒙泰皮卢瓦人口变化图示

蒙泰皮卢瓦于2022年1月1日时的人口数量为151人。